# RJ-122
A RJ-122 é uma rodovia do estado do Rio de Janeiro.
Com 36 quilômetros de extensão, liga o bairro de Parada Modelo, no município de Guapimirim, ao bairro Setenta, no município de Cachoeiras de Macacu, sendo a principal via de acesso para a região de Subaio.
Nesta rodovia, há uma grande concentração de trânsito pesado, devido ao tráfego de caminhões e grande número de propriedades rurais na região. 

## Histórico
É uma importante rota alternativa da capital fluminense para Nova Friburgo, visando evitar os engarrafamentos da Ponte Rio-Niterói e da Niterói-Manilha. Por essa razão, é conhecida informalmente como Estrada Rio-Friburgo. A estrada foi recentemente recapeada, e o asfalto está em bom estado.
Esta estrada tem os conhecidos Pardais Eletrônicos, que em alguns trechos não pode-se passar dos 50 KM de velocidade. É uma importante rota de saida para os caminhões da cervejaria Brasil Kirin instalada nas proximidades. Recentemente, a rodovia recebeu obras de pavimentação com asfalto borracha, sendo investindo R$ 62 milhões nessas obras.